# 高柯尼希斯霍芬
高柯尼希斯霍芬是德国巴伐利亚州的一个市镇。总面积31.99平方公里，总人口2455人，其中男性1263人，女性1192人（2011年12月31日），人口密度77人/平方公里。